# Chinook (Volk)

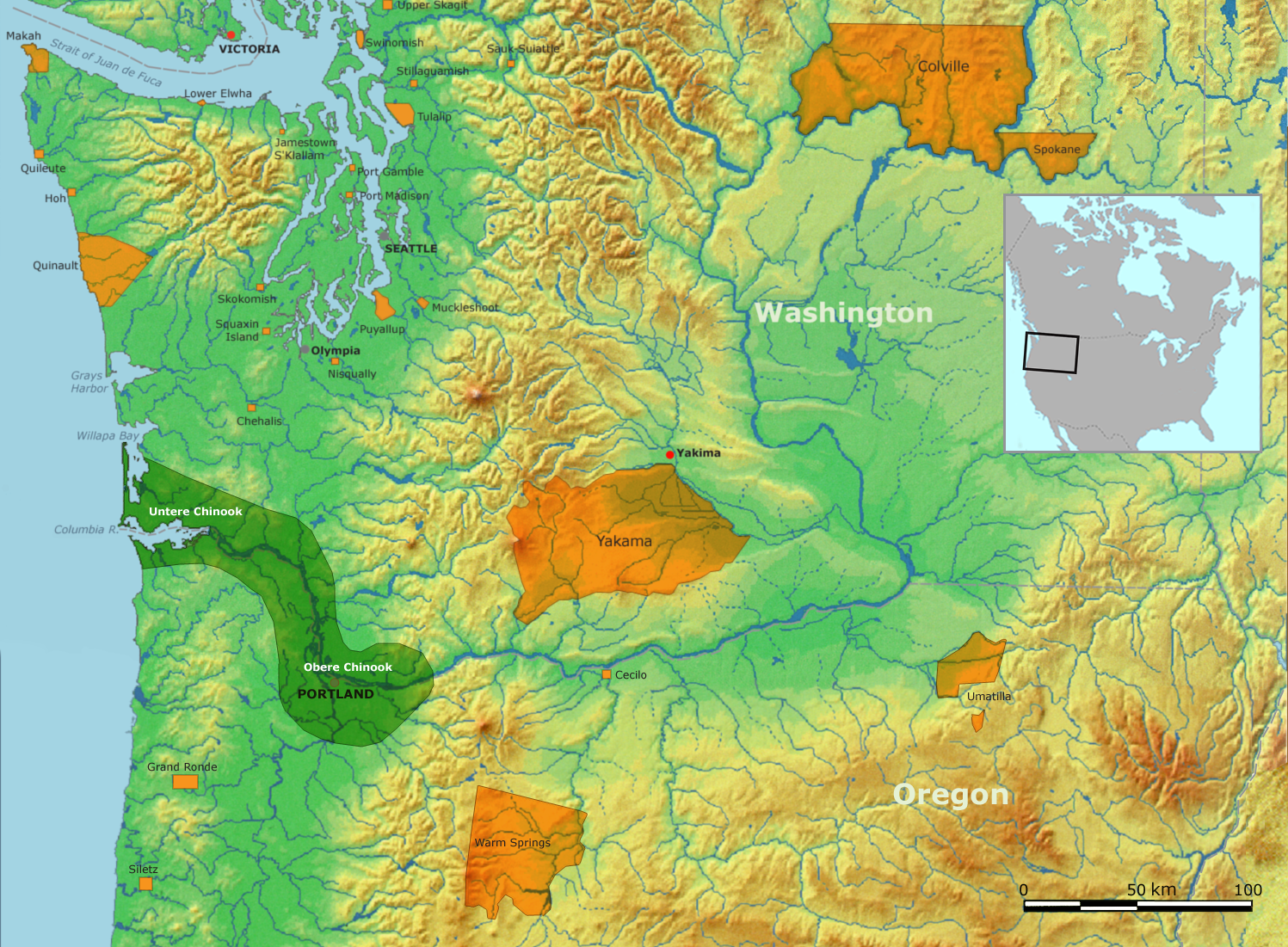
Traditionelles Stammesgebiet der Lower („Unteren“) Chinook und Upper („Oberen“) Chinook sowie heutige Reservationen im Nordwesten der USA (orange)

Chinook bezeichnet sowohl eine Stammesgruppe mehrerer kulturell sowie sprachlich eng verwandter Indianergruppen im Pazifischen Nordwesten der USA als auch die gleichnamige indigene Sprachfamilie Chinook. Im engeren Sinne werden mit Chinook meist Lower-Chinook-sprachige Gruppen am Unterlauf und der Mündung des Columbia Rivers bezeichnet.
Ihre Stammesgebiete erstreckten sich entlang des Lower und Middle Columbia River (Wimahl, „Großer Fluss“) von der Columbia River Gorge (nahe der heutigen Stadt The Dalles) im Norden von Oregon flussabwärts (westlich) bis zur Flussmündung und entlang angrenzender Küstenabschnitte, sowie von Tillamook Head, einer Landzunge an der Nordküste Oregons im Süden nordwärts bis zur Willapa Bay im Südwesten Washington; zudem siedelten sie auf den Clatsop Plains und entlang des Lower Willamette Rivers und dessen Nebenflüssen. Kulturell werden sie allgemein daher zur Nordwestküstenkultur gerechnet, wobei die weiter flussaufwärts im Inland (östlich) im Columbia Plateau lebenden Gruppen mehr dem Kulturareal des Plateau zuzurechnen sind.
Es gibt mehrere Theorien darüber, woher der Name Chinook stammt. Einige leiten die heute übliche Sammelbezeichnung aus der Sprache der Chehalis (Tsihalis) ab, eines Volks der Küsten-Salish, die mit dem Wort Tsinúk sowohl eine bestimmte Siedlung an der Baker Bay als auch deren Bewohner bezeichneten; die Bedeutung wird entweder als „Fischesser“ oder „starke Kämpfer“ wiedergegeben.
Vor den katastrophalen Verlusten durch Epidemien und der hieraus folgenden sozialen Desintegration waren die Chinook-Völker die bedeutendsten Händler am Columbia River, der wichtigsten Wasserstraße zwischen der Westküste und dem Landesinneren. Da sie von der Küste flussaufwärts bis zu Celilo und The Dalles den Handel als Mittelsmänner dominierten, entwickelte sich Chinook Wawa (Chinook Jargon) von Oregon bis Alaska sowie landeinwärts bis auf das Columbia Plateau im amerikanisch-kanadischen Pazifikraum zur Lingua franca und diente als Handelssprache.
Ihre Geschichte zeigt besonders deutlich, wie wenig europäische Vorstellungen von Stammesstrukturen zur Aufhellung beitragen. Zudem ist sie äußerst verwickelt.

## Geschichte
Ihre Geschichte war oftmals eng mit der der benachbarten Küsten-Salish verbunden bzw. fast identisch.

### Lebensweise und Kultur
Die Chinook waren in erster Linie ein Volk der Flüsse und lebten meist als sesshafte Fischer (Lachs, Forelle, Hering) und Wildbeuter und Feldbeuter (Vögel und Wild, Sammeln von Beeren, Nüssen und Wurzeln, Anbau von Quamash und später Kartoffeln), in großen Siedlungen aus gemeinsam von Großfamilien bewohnten Langhäusern (sog. Plankenbauten/Plankenhäusern), betrieben Vorratswirtschaft und hatten differenzierte und abgestufte Eigentums- und Besitzrechte („Property rights“). Aufgrund der hervorragenden Stellung des Lachses als Nahrungsgrundlage sowie innerhalb der Religion und Kultur der Chinook ist der Königslachs in Nordamerika meist auch als Chinook Salmon bekannt.
Die Gesellschaft der Chinook war in verschiedene soziale Schichten bzw. Klassen unterteilt, die auf Reichtum, Fleiß (wobei man allgemein annahm, dass die Reichen auch die Fleißigen seien), Erbschaft und Prestige beruhten. Zu der führenden Klasse gehörten Schamanen, Krieger und erfolgreiche Händler (die durch ihre Heilkunst, erfolgreiche Kriegszüge oder Handel jeweils zu Reichtum gelangten) sowie führende Lineages, die den Häuptling stellten. Sie stellten im Vergleich zu den gewöhnlichen Mitgliedern eine Minderheit der Bevölkerung dar. Die Mitglieder der höheren Klassen sollen soziale Diskriminierung praktiziert haben, indem sie den Kontakt zu den niederen Klassen (den Gemeinen, „dem einfachen Volk“) einschränkten und das Spiel zwischen den Kindern der verschiedenen sozialen Gruppen verboten. Die sozialen Klassen waren zwar prinzipiell nach oben wie nach unten durchlässig, doch wurden meist Heiraten innerhalb der sozialen Klassen geschlossen, so dass sich der soziale Status (und der damit verbundene materielle Wohlstand) innerhalb der verschiedenen Klassen angehörenden Familien weiter vererbte.
Einige Chinook praktizierten Sklaverei, eine Praxis, die von den nördlichsten Stämmen des pazifischen Nordwestens entlehnt wurde. Sklaven waren meist Kriegsgefangene oder Nachkommen von Sklaven (der Status war erblich), diese mussten niedere Arbeiten für ihre Herren durchführen, die für deren hohen Status „unwürdig“ waren.

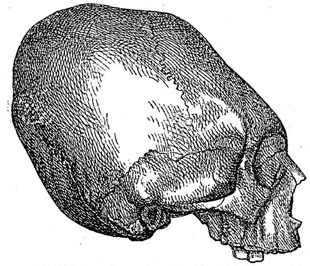
Künstlich deformierter Schädel (Flathead-Schädel)

Zusammen mit anderen Stämmen praktizierte die führende Klasse („der Adel“) der Chinook als Zeichen des sozialen Status eine künstliche Schädeldeformation durch beabsichtigte mechanische Umformung des menschlichen Kopfes, um ein von der Norm abweichendes Aussehen zu erzeugen. Die Stirn und die Schädeldecke ihrer Kinder wurde abgeflacht, indem sie den Kopf des Säuglings unter Druck zwischen Brettern einbanden. (Der Kopf des Kindes wird zwischen zwei Bretter von ungleicher Länge gespannt; das längere davon kommt an den Hinterkopf und reicht von den Schultern an bis ein wenig über den Kopf hinaus; das kürzere aber wird vorn angelegt, und zwar von den Augenbrauen an bis über die Stirn hinauf. Beide Bretter werden hierauf mit Riemen festgebunden und so stark zusammengeschnürt, dass der Kopf sich durch diesen Druck nach oben hin verlängert und unterhalb der Ohren beträchtlich breiter wird.) Der absichtlich vorgenommene Eingriff geschah bereits im frühkindlichen Alter (als der Säugling etwa 3 Monate alt war, bis das Kind etwa ein Jahr alt war), da die Schädelnähte noch relativ leicht formbar sind.  Dieser Brauch war ein Mittel zur Kennzeichnung der sozialen Hierarchie, da die so veränderte Person damit einen besonderen Status erlangte und sich bereits rein äußerlich von den niederen Klassen abhob. Mitglieder der Gemeinschaft mit flachem Kopf hatten einen höheren Rang als Mitglieder mit rundem Kopf. Diejenigen mit abgeflachtem Schädel weigerten sich, andere Personen zu versklaven, die ähnlich gezeichnet waren, und verstärkten damit die Assoziation eines Rundkopfes mit Unterwürfigkeit. Auf Grund ihrer zur Zierde verformten Schädel (künstliche Makrozephalie) bekamen die Chinook und weitere Stämme den Beinamen Flathead (dt.: „Plattkopf/Flachkopf-Indianer“), die ohne genaue ethnologische Bedeutung verwendet wird. Für den Stamm der Bitterroot Salish (besser bekannt als Flathead) ist dies ein irreführender Name, denn die Abflachung der Stirnpartie mittels Schädeldeformation war bei ihnen unbekannt.

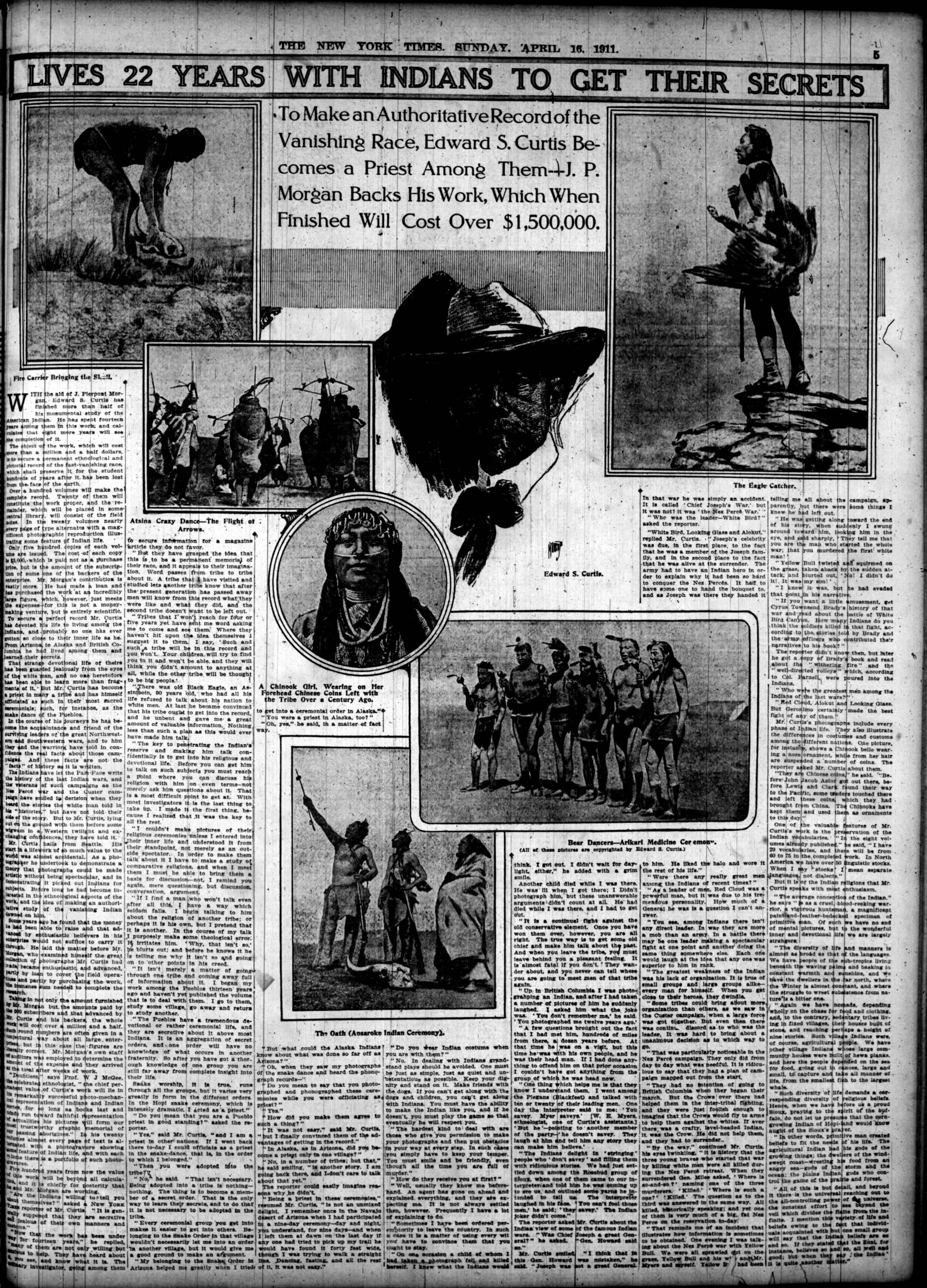
Interview mit Edward Curtis in der New York Times mit einem Foto einer Chinook-Frau, die chinesische Münzen als Kopfschmuck trägt

Schon vor der Ankunft der Europäer handelten Chinesen und Chinook miteinander, wie Edward Curtis vermutete. Eines seiner Fotos zeigt, dass die Chinook chinesische Münzen als Kopfschmuck benutzten.

### Sozio-politische Organisation
Die Chinook lebten in mehreren Siedlungsclustern mit meist einer (oder mehreren) dominierenden Siedlung(en), die meist untereinander verwandt waren und einen gemeinsamen Dialekt sprachen. Diese verdichteten Ansammlungen von Siedlungen wurden seitens der Europäer fälschlicherweise als „Stämme“ betrachtet, und als „Stammesname“ wurde meist einfach der Name dar führenden Siedlung verwendet – jedoch stellte für die Chinook die jeweilige Siedlung bzw. Dorfgemeinschaft die primäre sozio-politische Einheit dar.
Meist werden die verschiedenen Chinook-Siedlungscluster in zwei (oder auch drei) geographische Dialektgruppen gruppiert: die Lower Chinook (Tsinúk), die Middle Chinook (Kathlamet) sowie die Upper Chinook (Kiksht).
- Lower-Chinook (Tsinúk)-sprachige Siedlungscluster: Willapa Bay (gemeinsame Chinook-Küsten-Salish-Siedlungen), Mündung des Columbia River sowie auf den Clatsop Plains; wichtigste Siedlungen: Nemah (Nímax̣ʷ), Necanicum (Nikánikəm), Neacox (Niáx̣aqši), Clatsop (Tɬácʼǝp) oder Tiyakilakikh (Tiákʼilakix) sowie Chinook (Cʼinúk / činúkʷ).
- Middle-Chinook (Kathlamet)-sprachige Siedlungscluster: Lower Columbia River flussaufwärts bis zum Portland-Becken (früher: Wapato Valley); wichtigste Siedlungen: Kathlamet (Gaɬámat), Wahkiakum (Wáqaiqam) und Tenasillahe (Tǝnǝs-íliʔi).
- Upper-Chinook (Kiksht)-sprachige Siedlungscluster:[Anm 1] Upper Columbia River bis knapp oberhalb The Dalles, einschließlich den Willamette Falls, den Lower Clackamas River und den Kaskaden des Columbia Rivers (heute: Bonneville Dam) sowie am Hood River („Dog River“); wichtigste Siedlungen: Willamette (ɬáwiwala / (Gaɬa)wálamt), Clackamas (ɬáqʼimaš), Washougal (Gaɬawašúxʷal), Skamania (Skʼmániak), Watlala (Waɬála / Gaɬaɬála, auch: ɬaɬála), Wishram Village (Nixlúidix) und Wasco (Wacq!ó).

Die Dialekte der Siedlungen des Portland-Beckens und Sauvie Island (früher: Wapato Island) wurden nie ausreichend dokumentiert, so dass eine gewisse Unsicherheit bezüglich ihrer Einordnung besteht, jedoch weisen sie vergleichsweise größere Ähnlichkeiten zu flussaufwärts gesprochene Upper-Chinook-Dialekten auf; wichtigste Siedlungen: Cathlapotle (Gáɬapʼuƛx), Scappoose (Sqə́pus) und Multnomah (Máɬnumax̣).
Da die Flussläufe die primären Handels- und Verkehrsrouten sowie Siedlungsgebiete der Chinook bildeten, verwendeten diese zur geographischen Orientierung sowie zur Bezeichnung ethnischer Gruppen gewöhnlich komplementäre Begriffe mit Bezug zum Fluss oder Wasser, z. B. „zum Wasser hin“ und „vom Wasser weg“ (d. i. im Binnenland) sowie „stromaufwärts“ (ostwärts) und „stromabwärts“ (westwärts):
- Itkigwalatksh (itgígʷalatkš – „Jene, stromabwärts“): Kathlamet (Gaɬámat), Wahkiakum (Wáqaiqam) und Tenasillahe (Tǝnǝs-íliʔi)
- Shakhlatksh (šáx̣latkš – „Jene, stromaufwärts“): Washougal (Gaɬawašúxʷal), Skamania (Skʼmániak), Watlala (Waɬála / Gaɬaɬála, auch: ɬaɬála), Wishram Village (Nixlúidix) und Wasco (Wacq!ó)
- Giɬáqʼimaš („Jene vom Clackamas River“): Clackamas (ɬáqʼimaš)

Das Handbook of North American Indians, Band 7: Northwest Coast und Band 12: Plateau, gruppiert die Chinook-Völker primär nach regionalen Dialekten:
- Lower Chinook: Willapa-Bay-, Lower-Chinook- und Clatsop-Plains-Siedlungscluster
- Cathlamet (Kathlamet): Itkigwalatksh (itgígʷalatkš)-Siedlungscluster
- Multnomah (Willamette River)[Anm 2]: Portland-Becken- und Sauvie-Island-Siedlungscluster
- Clackamas[Anm 3]: Clackamas River und Willamette Falls-Siedlungscluster
- Watlala / Watlalla (auch: Cascades): Shakhlatksh (šáx̣latkš)-Siedlungscluster
- Wasco-Wishram: Hood-River- und The-Dalles-Siedlungscluster

### Europäische Kontakte
Die Expedition von Lewis und Clark berichtete als erste von den Chinook am unteren Columbia River. Als sie ihnen begegneten, schätzten sie ihre Zahl auf 400. Sie waren nur mit Speeren bewaffnet, ein Hinweis darauf, dass der seit etwa 1778 einsetzende Handel der Europäer – der meist Gewehre einschloss – die Region, genauer gesagt die Clatsop, noch nicht in vollem Ausmaß erreicht hatte. Nach dem Bericht von Lewis und Clark kannten sie zudem noch genau die Namen und Größen der Schiffe, die vor den beiden Amerikanern zu ihnen gekommen waren.
Vor den großen Epidemien waren die Chinook die bedeutendsten Händler am Columbia, der wichtigsten Wasserstraße zwischen der Westküste und dem Landesinneren. Von der Mündung des Columbia aufwärts bis The Dalles dominierten sie als Mittelsmänner den Handel. Es ist bezeichnend, dass der Chinook-Jargon zur Lingua franca des Handels wurde, wenn er auch mit europäischen Begriffen durchsetzt wurde. Der Handel fand überwiegend in Celilo und The Dalles statt. Die Chinook bildeten die Handelsdrehscheibe zwischen der Nordwestküste bis Alaska einerseits und den Plains, dem Inneren des Kontinents, andererseits. Die Weiterverbindung übernahmen die Nez Percé, dann die Crow und Flathead.
Epidemien und die Verdrängung aus dem Handel und in Reservationen führten zur Trennung und Zusammenfassung von Wohngruppen, die, wie bei allen Stämmen des Nordwestens, der eigentliche Fokus der Integration sind. Damit entsteht der Eindruck von sich auflösenden und neu formierenden Stämmen, die im Gegensatz dazu die Weißen als Integrationsfokus betrachteten.

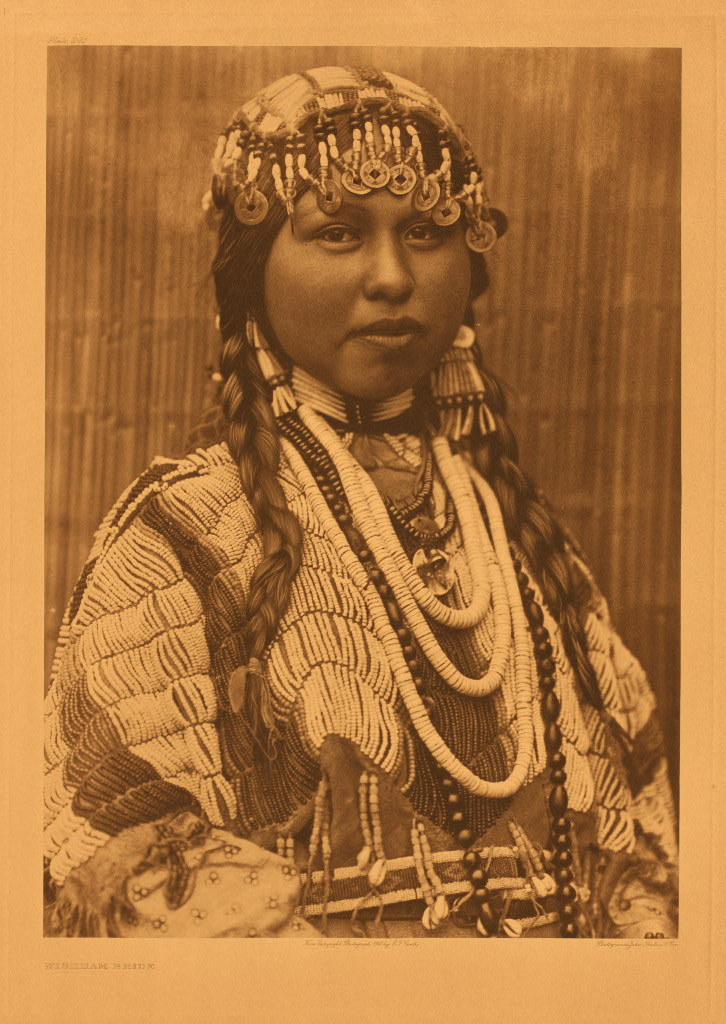
Wasco-Wishram-Frau, Edward Curtis

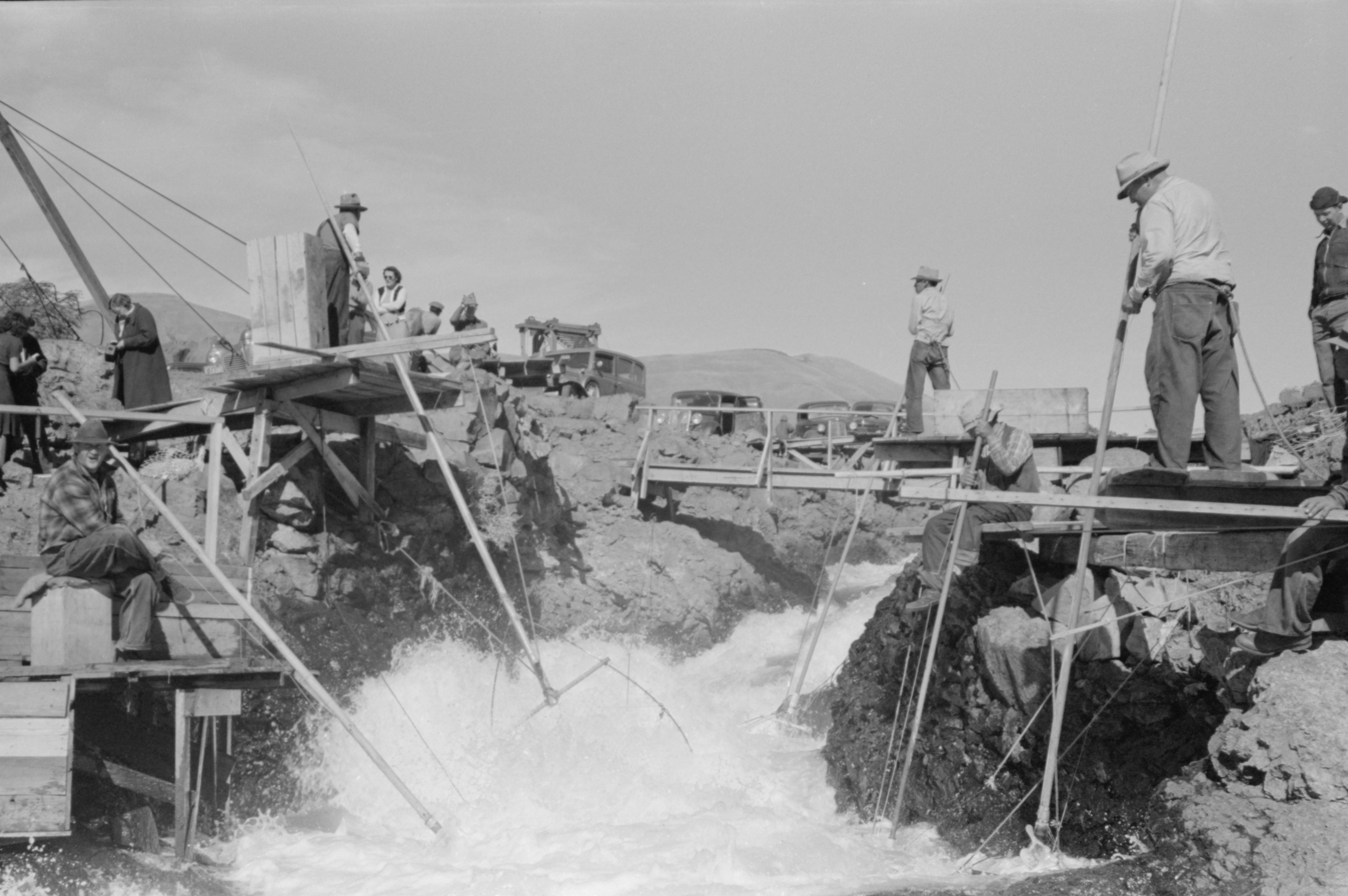
Indianer fischen an den Celilo-Fällen, 1941

 Die Chinook-Siedlungen hatten zu benachbarten Wohngruppen (Salish- und Sahaptin-sprachige Völker eingeschlossen) enge familiäre Bande, so dass sie diese Verwandtschaften nutzten und sich den seitens der US-Regierung erzwungenen Konföderationen der Stämme in den Staaten Washington und Oregon (Confederated Tribes of the ...Warm Springs, Yakama Nation, Grand Ronde Community of Oregon, Chehalis Reservation, Siletz Indians sowie der Quinault Indian Nation und des Shoalwater Bay Tribes) anschlossen, jedoch konnten nicht alle Chinook-Gruppen ihre separate Identität aufrechterhalten und werden manchmal einfach als Angehörige dieser Stämme gezahlt. Dies erschwert heute eine genaue Angabe der Anzahl der Native Americans mit Chinook-Vorfahren.

## Population und Sprache
Die Gesamtzahl der Chinook wird für den Beginn des 19. Jahrhunderts auf bis zu 16.000 geschätzt.
Der US-Zensus 2000 zählte wieder 1.689 Chinook. 1996 sprachen noch 12 Chinook ihre traditionelle Sprache. 2001 wurde ihnen erstmals der Status eines Indianerstamms zugestanden, jedoch wurde diese Entscheidung schon 2002 widerrufen. 2007 waren weit mehr als 2.000 Chinook registriert, hunderte weitere beantragten die Mitgliedschaft.

## Chinook-sprachige „Stämme“
Die Lower Chinook lebten auf der Nordseite des Mündungsgebiets des Columbia bis Grays Bay, aber auch an der Küste nordwärts bis Willapa und Shoalwater Bay. Um 1800 soll der Stamm rund 800 Mitglieder umfasst haben.
Die Clatsop lebten im Gebiet um Cape Adams, an der Südseite des Columbia, bis hinauf nach Tongue Point und südwärts bis Tillamook Head in Oregon.
Sie vereinigten sich mit anderen Reststämmen und zogen in die Grand Ronde Reservation in Oregon. Dessen Bevölkerung zählte 1955 etwa 700, ein Jahr später wurden die dort lebenden Menschen nicht mehr als Indianer anerkannt. Die Reservation wurde aufgelöst, doch klagen sie nach wie vor um Landrechte.
Die Cathlamet bewohnten das Südufer zwischen Tongue Point und Puget Island sowie das Nordufer von der Grays Bay bis östlich von Oak Point. Sie zählten zur Zeit von Lewis und Clark wohl rund 300 Mitglieder, doch fiel ihre Zahl bis 1849 auf nur noch 50 bis 60. Sie gelten als ausgestorben.
Am Clackamas River lebte der nach dem Fluss benannte Stamm der Clackamas, östlich des Willamette River bis nahe Oregon City und an die Kaskadenkette. Lewis und Clark schätzten sie auf 1.800 Stammesangehörige, 1851 waren es noch 88, 1910 gar 40. 1937 hatten sie sich auf 81 Menschen erholt. Bei allen Volkszählungen scheint es jedoch unmöglich gewesen zu sein, die vorgefundenen Wohngruppen präzise den „bekannten“ Stämmen zuzuordnen.
Die mit den Clackamas eng verwandten Multnomah oder Wappato lebten um Sauvies Island in der Mündung des Willamette River. An den Wasserfällen des Columbia lebten die Watlala oder Cascade Indians. Sie zählten um 1780 wohl 3.200 Menschen, Lewis und Clark schätzten sie auf 2.800. Wahrscheinlich sind sie in den benachbarten Stämmen aufgegangen. Ebenfalls am Willamette River lebten die Clowwewalla, zu denen die Cushooks, Chahcowahs, Willamette-Tumwater und andere Bands zählten.
Die Chilluckittequaw schätzten Lewis und Clark auf 1.400 Stammesangehörige. Sie lebten teilweise bis 1895 in Celilo Falls und Warm Springs.
Die Wasco lebten um The Dalles im Wasco County am Columbia. Zusammen mit den Resten der Watlala und anderen Gruppen zogen sie in die Warm Springs Reservation, wo sie noch heute leben. Sie waren der mächtigste Stamm der Oberen Chinook und mit ihnen verschmolzen die Reste der kleineren Stämme.

## Heutige Stämme mit Chinook-Nachfahren
Die Chinook sind heute zumeist Teil mehrerer Konföderationen von Stämmen in Washington und Oregon, auf Bundesebene gibt es keinen offiziell anerkannten Stamm (sog. federally recognized tribe) der Chinook.
- Quinault Indian Nation[7] (Verwaltungssitz: Taholah – benannt nach dem Quinault-Oberhäuptling „Taholah“, früher „Kʷínayɬ“ genannt – Ursprung des Stammesnamens „Quinault“, die Reservation umfasst 819.294 km² auf der Olympic-Halbinsel im Grays Harbor County und Jefferson County und grenzt im Nordwesten an den Olympic National Park, wichtigste Flüsse sind der Quinault River und Queets River, Population (1999): 2.535; Stämme: Quinault, Queets, Quileute, Hoh, Chehalis, Lower Chinook (Clatsop und „Lower/eigentl.“ Chinook), Lower und Upper Cowlitz)[Anm 4]
- Confederated Tribes and Bands of the Yakama Nation[8] (Verwaltungssitz: Toppenish, die Reservation umfasst ca. 5.260 km² östlich der Kaskadenkette und liegt am Yakima River nördlich des Columbia River, größtenteils im Yakima County und Klickitat County, ein kleiner Teil im Lewis County; Population (2000): 10.851; Stämme: Yakama, Klikitat, Palus, Walla Walla, Wanapam, Wenatchi, Wishram und Upper Chinook (von der Washington-Seite) und Tenino (Warm Springs))
- Confederated Tribes of Warm Springs[9] (Verwaltungssitz: Warm Springs, die Warm Springs Indian Reservation umfasst ca. 2.640 km² vorwiegend im Jefferson County und Wasco County sowie kleinere Teilgebiete an der Westgrenze des Reservats in den Counties Clackamas, Marion und Linn sowie südlich des Columbia Rivers in den Counties Gilliam, Sherman und Hood River, Population (2003): 4.200; Stämme: Warm Springs-Stämme, Wasco und Upper Chinook (von der Oregon-Seite) und Nördliche Paiute)
- Confederated Tribes of the Grand Ronde Community of Oregon[10] (Verwaltungssitz: Grand Ronde, Oregon, die Reservation umfasst ca. 45,70 km² nicht zusammenhängende Gebiete im Südwesten des Yamhill County und im Nordwesten von Polk County ca. 29 km östlich von Lincoln City nahe der Gemeinde Grand Ronde, Population (2000): 5.500; Stämme: Shasta, Shasta Costa, Kalapuya, Northern und Upper Santiam Molala, Takelma, Upper Umpqua und Rogue River Athapasken-Stämme, Klikitat, Middle und Upper Chinook (Clackamas, Cascades, Clowwewalla, Multnomah, Cathlamet und Skilloot sowie einige Clatsop), Salmon River, Nehalem und Nestucka Tillamook, Irokesisch-stämmige Frankokanadier)[11]
- Confederated Tribes of Siletz Indians[12] (Verwaltungssitz: Siletz, die Reservation umfasst ca. 16 km² entlang des Siletz River im Lincoln County, zudem besitzen die Stämme ca. 61 km² Landansprüche der früheren Coast Indian Reservation, Population (2011): 5.100; Stämme: Tillamook und Siletz, Alsea, Yaquina, Upper und Middle Chinook (jedoch auch Clatsop und Lower Chinook), Hanis und Miluk (Lower Coquille), Kalapuya, Kuitsh (Lower Umpqua) und Siuslaw, Southern Molalla, Shasta, Upper Rogue River (Galice/Applegate)-Athapasken, Lower Rogue River (Tututni)-Athapasken, Klikitat, Takelma, Chetco und Tolowa, Cow Creek Band of Umpqua Indians)
- Shoalwater Bay Tribe[13] (Verwaltungssitz: Tokeland, Washington, das Reservat umfasst ca. 2,693 km² entlang der Willapa Bay im Pacific County, Population (2000): 70; Stämme: Willapa Bay Chinook, Lower Chehalis und Willapa (Kwalhioqua))
- Confederated Tribes of the Chehalis Reservation[14] (Verwaltungssitz: Oakville, Washington, die Reservation umfasst ca. 17,96 km², Population: 833; Stämme: Upper und Lower Chehalis, Klallam, Muckleshoot, Nisqually, Quinault sowie einige Wahkiakum Chinook)

Zudem sind Nachfahren „Lower Chinook“-sprachiger Siedlungscluster in folgenden weder staatlich noch auf Bundesebene anerkannten Stämmen organisiert:
- Chinook Indian Nation[15] (Lower Chinook, Clatsop, Willapa Bay Chinook, Wahkiakum und Kathlamet).
- Clatsop-Nehalem Confederated Tribes[16] (Clatsop und Nehalem)